# Quesada Cove
Die Quesada Cove (englisch; bulgarisch залив Кесада saliw Kesada) ist eine 2,5 km breite und 1 km lange Bucht an der Nordküste von Nelson Island im Archipel der Südlichen Shetlandinseln. Sie liegt westlich des Cariz Point und östlich des Meana Point.
Die bulgarische Kommission für Antarktische Geographische Namen benannte sie 2020. Namensgeber ist der spanische Biologe Antonio Quesada del Corral, Exekutivmitglied des Direktoriums des spanischen Polarkommittees, für seine Unterstützung des bulgarischen Antarktisprogramms.